# Atlides zava
Espèce
Atlides zava est un papillon de la famille des Lycaenidae, de la sous-famille des Theclinae et du genre Atlides.

## Dénomination
Atlides zava a été décrit par  William Chapman Hewitson en 1878, sous le nom initial de Thecla zava.
Synonyme : Thecla iracema J. & W. Zikán, 1968.

### Noms vernaculaires
Atlides zava se nomme Zava Hairstreak en anglais.

## Description
Atlides zava est un petit papillon au dessus de couleur bleu outremer presque noir.
Le revers est marron très foncé.

## Écologie et distribution
Il réside au Brésil.

### Protection
Pas de statut de protection particulier.